# Erik Pedersen
Erik Stensrud Pedersen (født 11. oktober 1967 i Porsgrunn, Norge) er en norsk tidligere fodboldspiller (venstre back).
Pedersen tilbragte størstedelen af sin karriere i hjemlandet, hvor han blandt andet repræsenterede Odd Grenland, Viking og Tromsø. Hos Viking var han i 1991 med til at vinde det norske mesterskab, mens han med Odd Grenland vandt pokalturneringen i 2000. Han tilbragte også tre sæsoner i Skotland hos Dundee United.
For det norske landshold spillede Pedersen ti kampe. Han debuterede for holdet 12. september 1990 i en EM-kvalifikationskamp på udebane mod Sovjetunionen.

## Titler
Norsk mesterskab
- 1991 med Viking

Norsk pokalturnering
- 2000 med Odd Grenland